# Francisco Adame de Montemayor
Francisco Adame de Montemayor (Villanueva de la Serena, 1538-Toledo, 1599) fue un escritor místico español.

## Biografía
Nacido en 1538 en la extremeña localidad de Villanueva de la Serena, marchó a Salamanca para estudiar. De allí marchó a Madrid, donde abrazó el estado eclesiástico. Acudió más tarde a Toledo, donde residió hasta su fallecimiento en 1599.
Su obra más destacada es Nacimiento, vida y muerte del Apóstol San Pedro, Príncipe de la Iglesia, publicada en 1598.